# Yilan (län)

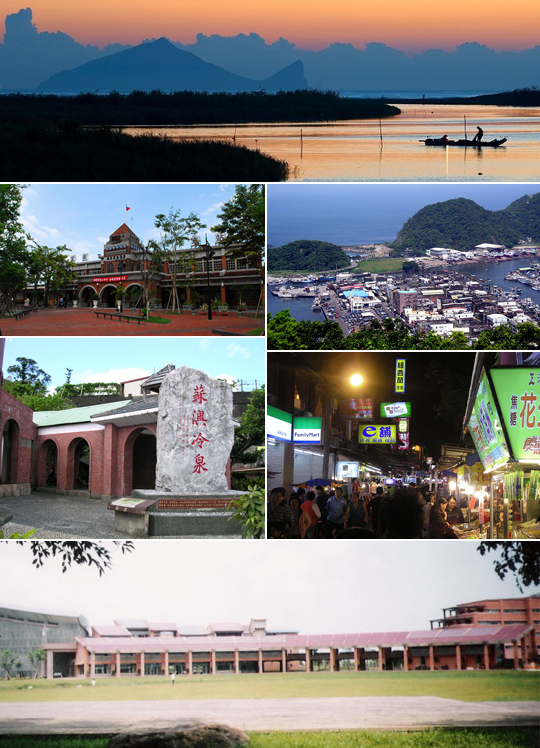
Vyer från distriktet.

Distriktet Yílán (även Ilan, pinyin: Yílán Xiàn) är ett av önationen Taiwans 22 administrativa områden. Distriktet ligger på öns nordöstra del. Distriktet gränsar söderut mot Hualien, västerut mot Hsinchu och norrut mot New Taipei.

## Geografi
Distriktet har en yta på cirka 2 144 km² och är det nordöstligaste distriktet. Befolkningen uppgår till cirka 458 500 invånare. Befolkningstätheten är cirka 214 invånare / km².
Inom distriktet finns Heta källor i den norra delen nära Jiaoxi och mineralvattenkällor i den östra delen nära Su’ao.

## Förvaltning
Distriktet är underdelad i 1 stadsområde (city / shì) och 11 orter (3 jhèng och 8 siang).
Distriktet förvaltas av ett länsråd (Yilan County Council / "Yílán Xiàn Yìhuì") under ledning av en guvernör (magistrate / "Xiàn Cháng").
Distriktets ISO 3166-2-kod är "TW-ILA". Huvudorten är Yilan.